# Мюррей, Джон (издатель)
Джон Мю́ррей II (англ. John Murray; 1778 — 27 июня 1843) — британский издатель, представитель известной «династии» издателей Мюрреев.
Издательство было основано отцом Мюррея, который умер, когда тому было 15 лет. В годы его юности партнёр отца по делу, Сэмюэл Хайли, поддерживал издательство, но в 1803 году прекратил заниматься им. Мюррей вскоре начал заниматься им сам, не брезгуя участием в различных литературных спекуляциях, чем впоследствии заработал себе прозвище, данное ему лордом Байроном, — «Анак среди издателей» (отсылка к Анаку из «Книги Чисел»).
В 1806 году Джон Мюррей опубликовал первую версию кулинарной книги A New System of Domestic Cookery, выдержавшей в итоге около ста изданий.
В 1807 году Мюррей совместно с Арчибальдом Констеблем издал поэму Вальтера Скотта «Мармион». В том же году он стал совладельцем Edinburgh Review. Мюррей был тесно связан с Констеблем, но разорвал сотрудничество с ним в 1813 году из-за методов ведения дел последнего, которые, как считал Мюррей, приведут к катастрофе. 
Во второй половине 1810-х годов считался крупнейшим и известнейшим лондонским издателем, сотрудничал с Джорджем Каннингом, издавал произведения многих известных поэтов, в том числе Байрона и Джорджа Крабба. 
Из писем Байрона к разным лицам больше всего сохранилось писем именно к Мюррею. В 1922 году авторитетное издание этих писем издал его внук Джон Мюррей IV. В период с  1973 по 1982 гг. внук последнего, Джон Мюррей VI, издал в 13 томах (из них два справочных) все сохранившиеся письма и дневники поэта.